# Comitetul Român pentru Istoria și Filosofia Științei și Tehnicii
Comitetul Român pentru Istoria și Filosofia Științei și Tehnicii sau CRIFST este un comitet din structura Academiei Române, având ca obiectiv studierea și promovarea istoriei și filozofiei științei și tehnicii, cu accent pe contribuția României.
Comitetul a luat ființă la 22 februarie 1957, la inițiativa Academicianului Traian Săvulescu, pe atunci președinte al Academiei Republicii Populare Române, după ce, la 11 aprilie 1956, Biroul Prezidiului Academiei a aprobat afilierea acesteia la Uniunea Internațională de Istoria Științei. Inițial, titulatura a fost Comitetul Român pentru Istoria și Filosofia Științei (CRIFS).
La momentul constituirii, acesta avea în componență pe: Acad. Grigore Moisil, Acad. Șt. Ghica Budești, Acad. Eugen Angelescu, Prof. Simion Iagnov, m.c. al Academiei, Acad. Remus Răduleț, Acad. Mihai Ralea, Acad. Emil Pop, Acad. Iorgu Iordan. Primul președinte al Comitetului a fost Acad. Mihai Ralea.
În perioada 26 august - 3 septembrie 1981 CRIFS organizează la București cel de al XVI-lea Congres Internațional de Istoria Științei.
La 7 februarie 1992, sub conducerea Acad. Mihai Drăgănescu, se reorganizează CRIFS și devine CRIFST cu trei divizii: Divizia de Istoria Științei (președinte - Acad. Gleb Drăgan), Divizia de Logica, Metodologia și Filosofia Științei (președinte - Acad. Mircea Malița) și nou înființata Divizie de Istoria Tehnicii (președinte - Acad. Horia Colan).
CRIFST editează 3 periodice cu apariție anuală: NOESIS, NOEMA și Studii și Comunicări.